# Perigús
Perigús (en occità Peireguers [pejɾeˈɣɥes/pejɾeˈgœː] o Periguers [peɾiˈɣɥes/peɾiˈgœː]'; en francès Périgueux [peʀigø]) és una comuna francesa, situada al departament de la Dordonya i a la regió de la Nova Aquitània, i capital històrica de la regió del Perigord. L'any 2004 tenia 39.960 habitants.

## Descripció
Perigús és el "chef-lieu" o prefectura departamental (capital) de la Dordonya.
Aquesta ciutat de ritme tranquil es troba a la vora del riu Isla. És famosa la gastronomia de la ciutat, així com la de la regió que l'envolta, el Perigord, d'on venen els ingredients per a preparar els exquisits plats de la cuina local, amb oques, les castanyes i les tòfones.
La catedral de Sant Front del segle xii és l'edifici més conegut de Perigús. Està dedicada a Sant Front, llegendari evangelitzador dels pagans d'aquesta regió de l'antiga Gàl·lia al segle iii. Les seves relíquies es trobaven a la catedral de Perigús fins a l'any 1575. Aquest temple de pedra blanca i original arquitectura és la catedral més gran de tot l'est d'Occitània.

## Demografia
| Evolució de la població INSEE |       |       |       |       |        |        |        |        |
| 1793                          | 1800  | 1806  | 1821  | 1831  | 1836   | 1841   | 1846   | 1851   |
| 9 898                         | 5 733 | 6 306 | 8 452 | 8 956 | 11 576 | 12 187 | 11 455 | 13 547 |

| 1856   | 1861   | 1866   | 1872   | 1876   | 1881   | 1886   | 1891   | 1896   |
| ------ | ------ | ------ | ------ | ------ | ------ | ------ | ------ | ------ |
| 16 291 | 19 140 | 19 633 | 19 956 | 24 169 | 25 969 | 29 611 | 31 439 | 31 313 |

| 1901   | 1906   | 1911   | 1921   | 1926   | 1931   | 1936   | 1946   | 1954   |
| ------ | ------ | ------ | ------ | ------ | ------ | ------ | ------ | ------ |
| 31 976 | 31 361 | 33 548 | 33 144 | 33 389 | 33 988 | 37 615 | 40 865 | 40 785 |

| 1962   | 1968   | 1975   | 1982   | 1990   | 1999   | 2006 | 2011 | 2016 |
| ------ | ------ | ------ | ------ | ------ | ------ | ---- | ---- | ---- |
| 38 529 | 37 450 | 35 120 | 32 916 | 30 280 | 30 152 | -    | -    | -    |

| 2019 | - | - | - | - | - | - | - | - |
| ---- | - | - | - | - | - | - | - | - |
| -    | - | - | - | - | - | - | - | - |

## Administració
| Període   | Identitat                 | Partit |
| --------- | ------------------------- | ------ |
| 1944-1959 | Pierre Jules Emile Pugnet |        |
| 1959-1971 | Lucien Barrière           | RPR    |
| 1971-1997 | Yves Guéna                | RPR    |
| 1997-2002 | Xavier Darcos             | RPR    |
| 2002-2005 | Jean-Paul Dardou          | UMP    |
| 2005-2008 | Xavier Darcos             | UMP    |
| 2008-     | Michel Moyrand            | PS     |

## Agermanements
- Amberg

## Personatges il·lustres
- Joan-Pau Verdier, músic occità
- Jean Mespoulède, ciclista
- Jean Frédéric Frenet, matemàtic
- Kendji Girac, cantant
- Adrien Greslon (1618 - 1697) jesuïta, missioner al Canadà i a la Xina.